# Исамов, Низаметдин Низаметдинович
Низаметди́н Низаметди́нович Иса́мов (25 апреля 1929, Бухара — 29 октября 2014) — советский и российский учёный в области ветеринарии. Доктор ветеринарных наук, профессор. Ведущий научный сотрудник Всероссийского научно-исследовательского института сельскохозяйственной радиологии и агроэкологии (ВНИИСХРАЭ).

## Биография
Низаметдин Исамов родился 25 апреля 1929 года.
Доктор ветеринарных наук, профессор.
Ведущий научный сотрудник Всероссийского научно-исследовательского института сельскохозяйственной радиологии и агроэкологии (ВНИИСХРАЭ).

### Семья
- Сын — Низаметдин Низаметдинович Исамов (младший).

### Статьи
- Исамов Н. Н., Козьмин Г. В., Кругликов Б. П., Иванов В. Л., Грудин Н. С. Состояние здоровья сельскохозяйственных животных на территориях, подвергшихся радиоактивному загрязнению в результате аварии на Чернобыльской АЭС // Радиация и риск (Бюллетень Национального радиационно-эпидемиологического регистра). — 1997. — Вып. 9.
- Исамов Н. Н. Система ветеринарно-санитарных мероприятий на территориях, загрязненных радионуклидами // Ветеринария. — 2006. — № 9. — С. 3—6.
- Исамов Н. Н., Исамов Н. Н. (мл.). Об оценке радиационного воздействия и влиянии скрытой патологии на течение острой лучевой болезни у сельскохозяйственных животных // Сельскохозяйственная биология. — 2010. — № 4. — С. 38—44.